# Carlos Timoteo Griguol
Carlos Timoteo Griguol (ur. 4 września 1936 w Las Palmas, zm. 6 maja 2021 w Buenos Aires) – argentyński piłkarz, obrońca, defensywny pomocnik i prawy pomocnik. Wzrost 182 cm, masa ciała 77 kg. Po zakończeniu kariery zawodniczej – trener. Jego brat Mario Griguol także zaliczył występy w narodowej reprezentacji.
Urodzony w Las Palmas (prowincja Córdoba) Griguol karierę piłkarską rozpoczął w 1957 roku w klubie Atlanta Buenos Aires. Jako piłkarz klubu Atlanta był w kadrze reprezentacji podczas turnieju Copa América 1959, gdzie Argentyna zdobyła mistrzostwo Ameryki Południowej. Griguol nie zagrał w żadnym meczu.
Następnie wziął udział w ekwadorskim turnieju Copa América 1959, gdzie Argentyna została wicemistrzem Ameryki Południowej. Griguol zagrał w dwóch meczach – z Ekwadorem i Urugwajem.
Nadal jako gracz klubu Atlanta wziął udział w turnieju Copa América 1963, gdzie Argentyna zajęła trzecie miejsce. Griguol zagrał we wszystkich sześciu meczach – z Kolumbią (w 59 minucie zmienił José Albrechta), Peru, Ekwadorem, Brazylią, Boliwią i Paragwajem.
W klubie Atlanta grał do 1965 roku, następnie w latach 1966–1969 był piłkarzem klubu Rosario Central. Łącznie w lidze argentyńskiej Griguol rozegrał 374 mecze i zdobył 29 bramek.
Po zakończeniu kariery piłkarskiej został trenerem – w 1971 roku zadebiutował jako trener w pierwszej lidze, pracując z drużyną klubu Rosario Central, który w 1973 roku doprowadził do tytułu mistrza Argentyny turnieju Nacional. Następnie doprowadził klub Ferro Carril Oeste do dwóch tytułów mistrza Argentyny w turnieju Nacional – w 1982 i 1984 roku. Wypromował wtedy takich piłkarzy jak Adolfino Cañete, Héctor Cúper, Gerónimo Saccardi, Juan Domingo Rocchia, Julio César Jiménez, Oscar Garré czy Alberto Márcico. W 1987 roku został trenerem słynnego klubu River Plate, jednak szybko został zwolniony pomimo niezłych wyników i zwycięstwa w Copa Interamericana, gdyż styl gry drużyny nie spodobał się kibicom klubu. Klub Gimnasia y Esgrima La Plata dwa razy doprowadził do wicemistrzostwa Argentyny – w Clausura 1995 i Clausura 1996 roku.
Pracował też za granicą – w meksykańskim klubie Tecos UAG Guadalajara oraz w hiszpańskim klubie Real Betis.
Znany jest powszechnie jego zwyczaj poklepywania swych zawodników po twarzy przed wypuszczeniem ich na boisko. Kamery telewizyjne wielokrotnie to pokazywały.